# 렉섬

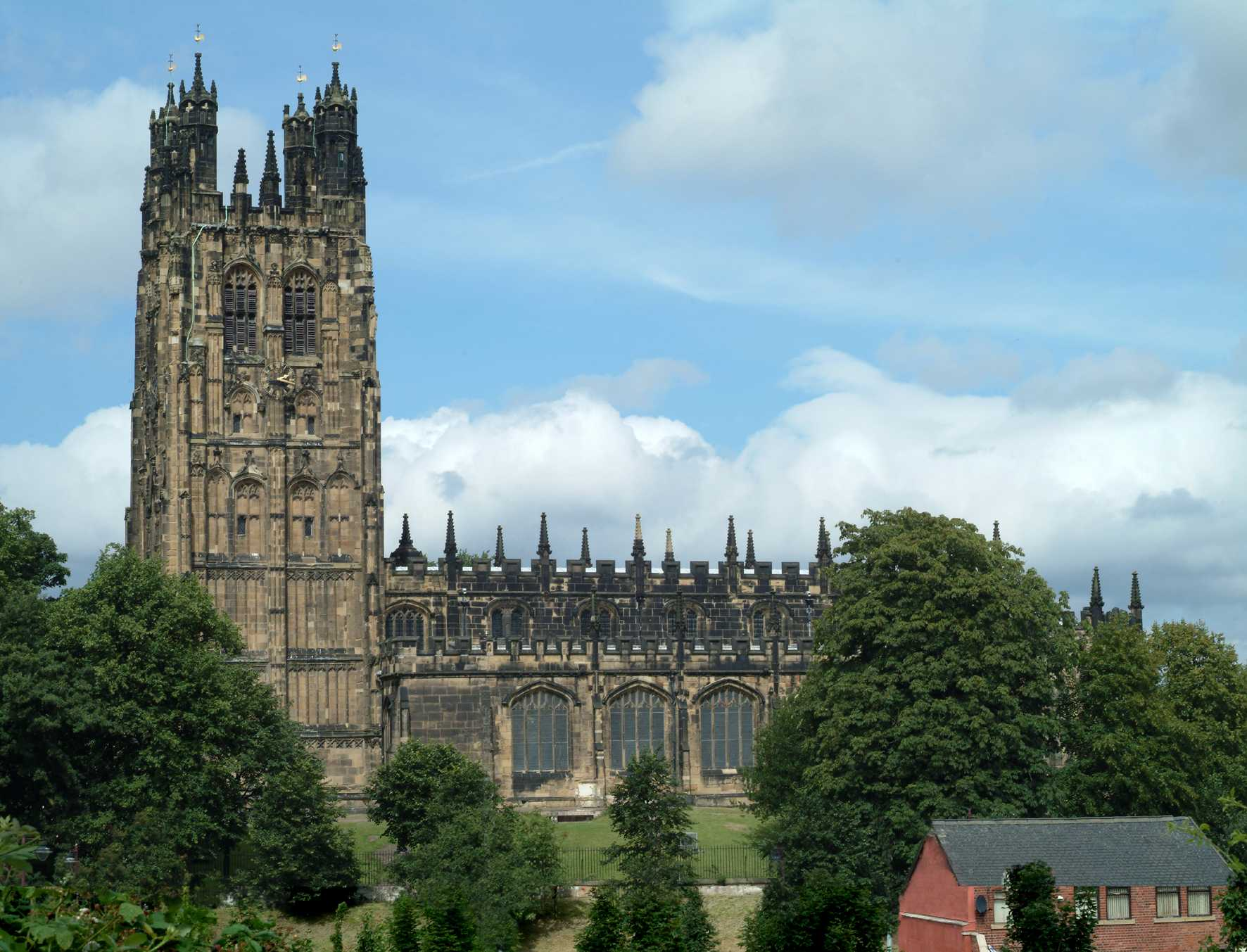
렉섬

렉섬(영어: Wrexham, 웨일스어: Wrecsam 우렉삼)은 웨일스 렉섬 자치시의 도시로 인구는 61,603명(2011년 기준)이다.
18세기 중반까지만 해도 가죽 산업으로 유명했던 작은 마을이었지만 18세기 후반에 일어난 산업 혁명을 계기로 급속히 발전했다.